# Flavio Gioja
Flavio Gioja lub Gioia (ur. 1300, zm. ?) – włoski żeglarz.

## Życiorys
Jako możliwe miejsce urodzenia podaje się Amalfi, Positano, Neapol i Gioia w regionie Apulia. Był żeglarzem i prawdopodobnie pilotem morskim, tradycyjnie przypisuje mu się udoskonalenie kompasu poprzez zawieszenie igły magnetycznej nad różą wiatrów z zaznaczoną północą  i umieszczenie jej w pudełku ze szklaną pokrywą. Istnieją jednak przesłanki by sądzić, że przypisanie mu udoskonalenia kompasu wynikało wyłącznie z błędnego zinterpretowania kronikarskiego zapisu.

## Upamiętnienie
W miejscowości Amalfi, znajduje się jego posąg, placu jego imienia oraz szkoła której jest patronem. Jego imieniem nazwano  także krater na księżycu. 